# Kepler-22b
Kepler-22b är en exoplanet i den beboeliga zonen omkring stjärnan Kepler-22, c:a 600 ljusår från jorden. Planeten upptäcktes av det amerikanska rymdteleskopet Kepler. Planetens radie är 2,4 gånger större än jordens och den kretsar ett varv runt Kepler-22 på c:a 289 dagar. Den upptäcktes redan 2009 men först den 5 december 2011 bekräftades planetens existens efter en tredje oberoende iakttagelse.

## Upptäckt och observationer
Planetens första passage framför sin värdstjärna observerades på tredje dagen av Keplers vetenskapliga verksamhet den 12 maj 2009. Tredje passagen observerades den 15 december 2010. Ytterligare bekräftande data lämnades av Spitzerteleskopet och jordbaserade observationer och i december 2011 bekräftade astronomer förekomsten av Kepler-22b.